# Luciano Slagveer
Luciano Slagveer (Rotterdam, 5 ottobre 1993) è un calciatore olandese naturalizzato surinamese, attaccante del TOP Oss e della nazionale surinamese.

## Carriera

### Club
Nella stagione 2012-2013 ha esordito in Eredivisie con l'Heerenveen giocando 2 partite. Nella stagione successiva è invece titolare.

### Nazionale
Il 5 settembre 2013 ha giocato gli ultimi 12 minuti della partita di qualificazione agli Europei Under-21 vinta per 4-0 contro i pari età della Scozia.